# Masaru Ibuka
Masaru Ibuka (井深大 Ibuka Masaru?, Nikkō, 11 de abril de 1908-Tokio, 19 de diciembre de 1997) fue un empresario de la electrónica japonés, cofundador de la empresa Sony.
En 1933 se graduó de la Universidad de Waseda, donde fue apodado el «genio inventor». Luego de graduarse, comenzó a trabajar en Photo-Chemical Laboratory, una compañía que procesaba películas. En 1945 renunció y fundó una tienda de reparación de radios en Tokio.
En 1946, Ibuka y Akio Morita cofundaron Sony Corporation, originalmente llamado Tokyo Tsushin Kogyo (Totsuko) o Corporación de Ingeniería de Telecomunicaciones de Tokio (hasta 1958). Ibuka fue útil en la concesión de la licencia de tecnología de transistores a Sony por parte de Bell Labs en la década de 1950, convirtiéndola en una de las primeras compañías en aplicar la tecnología de transistores al uso civil. Ibuka fue presidente de Sony desde 1950 hasta 1971, y luego presidente del consejo de Sony desde 1971 hasta 1976. Ibuka renunció a Sony en 1976, pero mantuvo una relación cercana con la empresa como asesor hasta su muerte, acaecida en 1997 por insuficiencia coronaria.
Ibuka también fue autor del libro El jardín de infantes es demasiado tarde (1971), donde asegura que la enseñanza humana más significativa ocurre entre los nueve meses y los tres años de edad, y busca maneras de tomar ventaja con esta situación. El prólogo del libro fue escrito por Glenn Doman, fundador de The Institutes for the Achievement of Human Potencial, una organización que enseña a los padres sobre el desarrollo cerebral de sus hijos. Tanto Ibuka y Doman estaban de acuerdo en que los primeros años de vida son vitales para la educación.

## Premios y honores
- 1960: Premiado con la Medalla de Honor con la Cinta Azul de S. M. el emperador de Japón.
- 1964: Recibió el Premio de Servicios Distinguidos del Instituto de Ingenieros de Comunicación Eléctrica de Japón.
- 1972: Recibió la Medalla de los Fundadores del IEEE (Instituto de Ingenieros Eléctricos y Electrónicos.
- 1976: Doctorado Honorario de Ingeniería, Universidad de Sofía, Tokio.
- 1978: Condecorado por S. M. el emperador de Japón, con la Primera Clase de la Orden de los Tesoros Sagrados.
- 1979: Doctorado Honorario de Ciencia, Universidad de Waseda, Tokio.
- 1981: Recibió el Premio de Humanismo y Tecnología del Instituto Aspen de Estudios Humanísticos.
- 1986: Condecorado por S. M. el emperador de Japón, con la Primera Clase de la Orden del Sol Naciente con el Gran Cordón.
- 1986: Condecorado por S. M. el rey de Suecia, como Comandante de Primera Clase de la Orden de la Estrella Polar.
- 1986: Premiado con el “Anillo de Honor” de Eduard Rhein.
- 1989: Designado como Persona de Méritos Culturales por el Ministerio de Educación, Cultura, Deportes, Ciencia y Tecnología.
- 1990: Premio Masaru Ibuka de los Consumidores Electrónicos de la IEEE, nombrado en su honor.[2]
- 1991: Premiado con el Lobo de Bronce de la Organización Mundial del Movimiento Scout.
- 1992: Condecorado por S. M. el emperador de Japón, con la Orden de Cultura.
- 1992: El salón memorial Maseru Ibuka es construido en la Universidad Waseda.
- 1993: Nombrado Ciudadano Honorario de Tokio.
- 1994: Doctorado Honorario de Ciencia, Universidad Brown, Rhode Island, Estados Unidos.